# Schloss Bosmelet

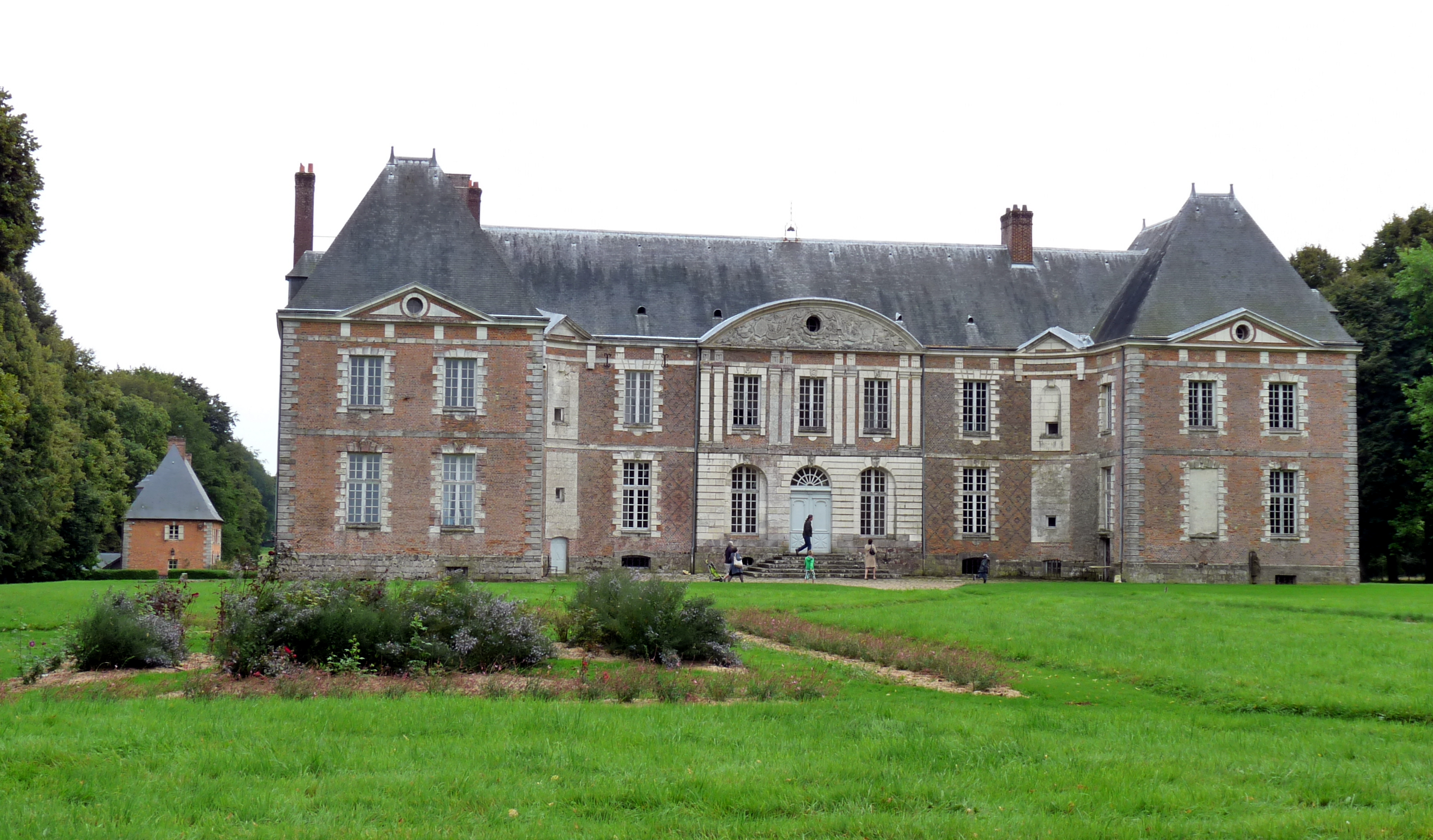
Schloss Bosmelet mit ehemaliger Orangerie

Das Schloss Bosmelet (französisch Château de Bosmelet) ist ein Schloss auf dem Gebiet der Gemeinde Val-de-Scie in der Normandie. Der Bau aus der ersten Hälfte des 17. Jahrhunderts (mit späteren Ergänzungen) ist seit dem Jahr 1931 als Monument historique anerkannt. Im Jahre 1994 wurde auch der Park unter Schutz gestellt. Das Schloss liegt etwa zwei Kilometer südöstlich der Ortschaft Auffay im Département Seine-Maritime.

## Geschichte
Bauherr des Schlosses war Gilles Beuzelin, Mitglied des Regionalparlaments von Rouen. Später war es im Besitz des Herzogs von la Force, dem Gouverneur der Normandie. 1940 wurde der Bau von deutschen Truppen besetzt, die im Schlosspark eine V1-Abschussrampe installierten. Da der Widerstandskämpfer Michel Hollard die Position dieser Anlage den Alliierten verriet, wurde Bosmelet bei insgesamt 28 Bombenangriffen zwischen Dezember 1943 und Juni 1944 schwer beschädigt.
Das Schloss ist heute in Privatbesitz und wird noch immer von Angehörigen der Familie Bosmelet bewohnt. Teile des Erdgeschosses können für Veranstaltungen gemietet werden. Im Obergeschoss ist zusätzlich eine Ferienwohnung eingerichtet worden.

## Beschreibung

### Architektur
Der frühbarocke, zweigeschossige Bau aus der Zeit Ludwigs XIII. mit Eckrisaliten und hochaufragendem Dach ist fast zur Gänze aus dunkelroten Ziegelsteinen erbaut. Im Kontrast dazu stehen die hellen Sandsteine an den Ecken des Gebäudes sowie im Portalbereich und an den Fenstereinfassungen. Im Französischen wird diese Technik brique et pierre genannt. Zur optischen Verknüpfung von Baukörper und Dach ragen mehrere Dreiecksgiebel sowie eine Lünette über den Traufbereich hinaus. Sie sind teilweise mit mittig angebrachten Oculi versehen.
Zum Schloss gehört auch eine separat stehende Kapelle und eine Orangerie, die später als Wohnhaus des Priesters fungierte.

### Park
Der ursprünglich geometrisch angelegte Park entstand nach Plänen von Colinet, der später als erster Gärtner unter André Le Nôtre in den Parkanlagen des Schlosses von Versailles tätig war. Später wurde der Park in großen Teilen nach dem Vorbild eines englischen Landschaftsgartens umgestaltet. Zuletzt wurde auch ein Küchengarten angelegt.